# Maurilio Bossi
Maurilio Bossi (Saronno, 20 febbraio 1897 – Nervesa della Battaglia, 20 giugno 1918) è stato un militare italiano, decorato di medaglia d'oro al valor militare alla memoria nel corso della prima guerra mondiale.

## Biografia
Nacque a Saronno, provincia di Varese, il 20 febbraio 1897, figlio di Adolfo e di Carolina Leoni.
Diplomatosi di ragioniere presso l'Istituto tecnico Carlo Cattaneo di Milano, si iscrisse nella facoltà di scienze economiche e commerciali dell'università Luigi Bocconi. Nel settembre 1916 fu chiamato a prestare servizio militare nel Regio Esercito assegnato alla 2ª Compagnia automobilisti, e poi frequentò il corso per allievi ufficiali di complemento presso la Regia Accademia Militare di Modena. Nell'agosto 1917 fu nominato aspirante ufficiale presso il 68º Reggimento fanteria della Brigata Palermo. Raggiunto il reggimento in zona di operazioni nel novembre successivo e, per qualche tempo, ebbe il comando del plotone arditi del I Battaglione operante sul Monte Grappa. Promosso sottotenente nel marzo 1918, durante la battaglia del solstizio combatte con la 3ª Compagnia del I Battaglione il 16 e 17 giugno 1918 a Giavera del Montello, e poi fu inviato col battaglione all'attacco di Nervesa, caduta in mano del nemico. Nel pomeriggio del 19 giugno il battaglione, partendo da Cà Breda, si lanciò all'attacco riuscendo, verso sera, a impegnare le truppe nemiche nell'abitato di Nervesa, dove il combattimento infuriò durante tutta la notte fra i ruderi delle case del villaggio. All'alba del giorno successivo, nel corso di un contrattacco austriaco rimase il solo ufficiale fra i pochi superstiti della sua compagnia, battendosi in un furioso corpo a corpo contro gli honved ungheresi e dopo aver rifiutato l'intimazione di resa, cadde trafitto a morte da numerosi colpi di pugnale. Con Regio Decreto del 2 giugno 1921 fu insignito della medaglia d'oro al valor militare alla memoria. Nel 1920 l'università Bocconi gli concesse postuma la laurea ad honorem. Portano il suo nome una piazzetta del centro di Milano e una via della città di Saronno.

### Fonti
1. 1 2 3 4 5 6 7 8 9  Combattenti Liberazione.
2. 1 2  Carolei, Greganti, Modica 1968, p. 116.
3. ↑  ANA Conegliano.
4. ↑   BOSSI Maurilio, Medaglia d'oro al valor militare, su Presidenza della Repubblica.